# Holtgaste
Holtgaste ist eine Ortschaft der ostfriesischen Gemeinde Jemgum im niedersächsischen Landkreis Leer. In der Ortschaft leben etwa 235 Einwohner auf einer Fläche von 8,46 Quadratkilometern. Zur Ortschaft gehören auch die kleineren Dörfer und Gehöfte Soltborg, Ukeborg, Deddeborg, Bentumersiel, Jemgumkloster, Geise und die 1935 gegründete Siedlung Holtgaste zwischen dem Dorf Holtgaste und Soltborg.
Holtgaste ist ein Schwerpunkt der Gemeindeentwicklung in Jemgum. Die Nähe zur A 31 begünstigt ein großes Gewerbegebiet. Auch große Neubaugebiete finden sich außerhalb des historischen Ortskerns. An der Ems befindet sich ein wichtiges Schöpfwerk zur Entwässerung der Umgebung.

## Geschichte
Auf dem Holtgaster Ortsgebiet wurden zahlreiche archäologische Funde gemacht, unter anderem aus der römischen Kaiserzeit. Die erste bekannte Erwähnung des Ortes gab es im 1282. Der Bau einer Holzkirche im 9. Jahrhundert deutet aber auf eine Besiedlung in dieser Zeit hin. Die namengebende Siedlung selbst befindet sich auf einem Geestrücken. Weitere im Ortsgebiet bekannte Siedlungen befinden sich auf zum Teil auf ehemaligen Warften, so beispielsweise Jemgumkloster. Diese zählen zu den ältesten Warften Norddeutschlands. Ein weiterer überregional bekannter Fundplatz ist Bentumersiel.
Im Dreißigjährigen Krieg hatte Holtgaste unter den Mansfelder Truppen schwer zu leiden, ebenso im Siebenjährigen Krieg unter den einquartierten Truppen des Freikorps Conflans. Im Zweiten Weltkrieg nahm Holtgaste kaum Schaden. In der Folgezeit hatte der Ort die Last eines starken Zuzugs von Flüchtlingen zu schultern.
Holtgaste war zunächst eine eigenständige Gemeinde, wurde aber 1961 Mitglied in der Samtgemeinde Jemgum. Am 1. Januar 1973 wurde Holtgaste in die neue Einheitsgemeinde Jemgum eingemeindet.

## Kirche
Prägend für das Ortsbild ist die historische Liudgeri-Kirche aus dem 13. Jahrhundert mit ihrem alten Friedhof. Sie gilt als älteste Kirche des Rheiderlandes. Vor dem jetzigen Gebäude befand sich an der Stelle wahrscheinlich eine Holzkirche. Es heißt, dass die Kirche ein Schlupfwinkel von Klaus Störtebeker war. Die Kirche wechselte im Laufe der Zeit ihre Besitzer. Zunächst war es das Kloster Werden Besitzer. Es verkaufte die Kirche 1282  an den Bischof von Münster, der sie schon zwei Jahre später an die Johanniter in Jemgum abgab.
Nach der Reformation übernahm die lutherische Grafenfamilie das Patronat der Kirche. Davon kommt es auch, dass sie eine der wenigen lutherischen Kirchen im ansonsten mehrheitlich reformierten Rheiderland ist. Heute teilt sich die Holtgaster Gemeinde mit der ebenfalls lutherischen Kirchengemeinde im nahe gelegenen Leeraner Ortsteil Bingum eine Pfarrstelle.
Die Orgel wurde 1864/65 von Arnold Rohlfs erbaut und verfügt über sieben Register.

## Einwohnerentwicklung
Mit etwa 239 hat Holtgaste heute weniger Einwohner als in der ersten Hälfte des 19. Jahrhunderts. Damals lebten zeitweise über 300 Menschen in dem Ort. Die höchste Einwohnerzahl hatte Holtgaste kurz nach dem Zweiten Weltkrieg, als viele Flüchtlinge im Ort Unterschlupf fanden. Im Jahr 1950 war mit 469 Einwohnern die Spitze erreicht, danach nahm die Einwohnerzahl ab und hat sich erst in jüngerer Zeit wieder stabilisiert und erhöht.